# Leiobunum bolivari
Leiobunum bolivari is een hooiwagen uit de familie Sclerosomatidae.